# Peter van de Kamp
Peter van de Kamp   (Kampen, 26 de desembre de 1901 - Amsterdam, 18 de maig de 1995) va ser un astrònom holandès-nord-americà especialitzat a mesurar el moviment propi i paral·laxi dels estels.
Va estudiar a la Universitat de Groningen: allí va obtenir en 1922 el Doctorat en Astronomia, Matemàtiques i Física; va viatjar fins als Estats Units, per treballar durant un temps en l'Observatori Lick. En 1937 va acceptar el lloc de director de l'Observatori Sproul, un observatori de l'Swarthmore College, prop de Filadèlfia, dotat d'un refractor fotogràfic amb un objectiu de 61 cm d'obertura (24 polzades) molt apte per fer estudis de precisió per la seva llarga focal. Seria director d'aquest centre fins a 1972.
Especialitzat en una branca de l'astronomia que té per objecte determinar el moviment aparent dels astres, va mesurar i va calcular els moviments de nombrosos estels propers a la Terra, encara que sense oblidar estudiar cúmuls globulars o el moviment del Sol al voltant de la galàxia.
Va realitzar també alguns estudis planetaris, concretament sobre la determinació del diàmetre de Mart per mitjans fotogràfics (1925) amb telescopis refractors de focal llarga.
Aprofitant la gran focal del telescopi que utilitzava va realitzar amplis estudis sobre diferents sistemes binaris, en concret sobre alguns on els components eren de petita massa (nanes vermelles) o podien tenir grans planetes al voltant (com l'estel 61 Cygni); tampoc va descurar la determinació dels seus elements orbitals.
Basant-se en fotografies obtingudes amb el refractor fotogràfic de l'Observatori Sproul, el 18 d'abril de 1963 va anunciar que l'estel de Barnard, el segon estel més proper a la Terra, tenia almenys un planeta de grandària similar al de Júpiter girant entorn seu i que s'uniria a un altre que havia anunciat anteriorment: aquest efecte podia mesurar-se de les imatges de l'estel, les quals semblaven “moure's” alternativament a un costat i un altre de la seva trajectòria pròpia (10.3” anualment). Ara es sap que no és cert. El 14 de novembre de 2018 el projecte Red Dots va anunciar que l'estrella de Barnard acollia un exoplaneta (Estrella de Barnard b) almenys 3,2 vegades més massiu que la Terra.
L'estudi de l'estel de Barnard va ser durant gran part de la seva vida (des de 1935, data del seu primer estudi sobre el seu moviment pertorbat), alhora, una font de satisfaccions i de desenganys: d'una banda estava convençut del descobriment de planetes al voltant d'ell (que semblaven justificar els seus càlculs i delicades observacions fotogràfiques); per una altra aquests planetes no apareixien ni podien justificar-se en els estudis publicats per altres col·legues dotats d'instruments de doble i fins i tot triple diàmetre que el que ell utilitzava.
Després de diversos anuncis, en els quals va refinar i va millorar els elements orbitals dels presumptes planetes, entre 1982 i 1986 van ser publicats diversos estudis i treballs astronòmics en els quals, amb material fotogràfic de major qualitat i precisió, es demostrava de manera contundent la inexistència d'aquests planetes. Més modernament s'ha suggerit que el desmuntatge de la lent del telescopi, per a la seva neteja, podria haver ocasionat els aparents mínims canvis en les imatges estel·lars que mesurava.
Malgrat tot a nivell personal van de Kamp era una persona molt dinàmica: tocava el piano, componia música i organitzava seminaris amb els seus alumnes (anomenats jocosament "Charlie Chaplin Seminars") en els quals sempre imposava l'optimisme, sense deixar de costat la aridesa dels càlculs i tècniques astronòmiques.

## Epònims
L'asteroide (1965) van de Kamp honra la seva memòria.

## Articles
- ”The parallactic motion of the stars of the magnituds 10 and 13”, (1922), Bulletin of the Astronomical Institut. of the Netherlands, Vol. 1, p. 163.
- ”Photographic Determination of the Diameter of Mars” (1925), Publications of the Astronomical Society of the Pacific, Vol. 37, No. 219, p. 261.
- ”A determination of the diameter of Mars” (1928), Astronomical Journal, vol. 38, iss. 894, p. 61-71.
- ”Note on the space distribution of globular clusters” (1933), Astronomical Journal, vol. 42, iss. 989, p. 161-164.
- ”The secular acceleration in the proper motion of Barnard's star” (1935), Astronomical Journal, vol. 44, iss. 1024, p. 74-78.
- ”List of Stars nearer than five parsecs” (1940), Popular Astronomy, Vol. 48, p. 297.
- ”Present and future reference configurations for Barnard's star” (1947), Astronomical Journal, Vol. 52, p. 229.
- ”Masses of visual binaries” (1954), Astron. J., 59, 447.
- ”Perspective Secular Acceleration of Barnard's Star” (1962), Astronomical Journal, Vol. 67, p. 284-285.
- ”Astrometric Study of Barnard's Star” (1963), Astronomical Journal, Vol. 68, p. 296.
- ”Parallax, Proper Motion, Acceleration, and Orbital Motion of Barnard's Star” (1969), Astronomical Journal, Vol. 74, p. 238.
- ”Alternate dynamical analysis of Barnard's star” (1969), Astron. J., 74, 757.
- ”A Study of Barnard's Star” (1974), Bulletin of the American Astronomical Society, Vol. 6, p. 306.
- ”The planetary system of Barnard's star” (1982), Vistes in Astronomy, vol. 26, pt. 2, p. 141-157.
- ”Planetary companions of stars” (1983), Astronomische Nachrichten, vol. 304, no. 3, p. 97-100.

## Font
- Història del Telescopi, Isaac Asimov, Aliança Editorial (1986).
- Cercador NASA ADS (treballs, articles i publicacions)